# Dobšiná
Dobšiná (mađ. Dobsina, njem. Dobschau) je grad u Košičkom kraju u istočnom dijelu središnje Slovačke. Grad upravno pripada Okrugu Rožňava.

## Zemljopis
Nalazi se između Revúcka vrchovina, Volovské vrchy i Karpata. Južno se nalazi se prekrasna Stratená dolina i rijeka Hnilec. Poznata ledena špilja Dobšinská ľadová jaskyňa (otkrivena 1870.) nalazi se u dolini.

## Povijest
Prvi pisani zapis o naselju datira iz 1326. godine u tekstu se napominje da su se etnički Nijemci rudarski stručnjaci naselili grad. Dobšiná je 1417. postala glavnim gradom za Karpatske Nijemce. Grad je bio središte rudarstva (zlato, srebro, nikl, kasnije željezo, kobalt, bakar, živa itd.) i prerade željeza u prošlosti.

## Stanovništvo
| Godina:     | 1993. | 2003.   | 2013.    | 2023.   |
| ----------- | ----- | ------- | -------- | ------- |
| Broj ljudi: | 4658  | 5037    | 5685     | 5154    |
| Razlika:    |       | +8,13 % | +12,86 % | -9,34 % |

| Godina:     | 2022. | 2023.   |
| ----------- | ----- | ------- |
| Broj ljudi: | 5143  | 5154    |
| Razlika:    |       | +0,21 % |

Po popisu stanovništva iz 2007. godine grad je imao 4896 stanovnika.

### Etnički sastav
- Slovaci – 88,58 %
- Romi – 9,01 %
- Mađari – 0,63 %
- Česi – 0,27 %

### Religija
- rimokatolici – 35,23 %
- ateisti – 33,58 %
- luterani – 25,25 %
- grkokatolici – 0,47 %

## Gradovi prijatelji
- Šternberk, Češka
- Sajószentpéter, Mađarska
- Kobiór, Poljska
- Teistungen, Njemačka

## Vanjske poveznice
- Službena stranica grada

### Ostali projekti
|  | Zajednički poslužitelj ima još gradiva o temi Dobšiná |